# MTV Africa Music Awards
Die MTV Africa Music Awards (abgekürzt MAMAs) wurden erstmals 2008 von MTV Networks Africa (heute: Viacom International Media Networks Africa) vergeben.

## Geschichte
Die MTV Africa Music Awards wurden von Alex Okosi, dem Senior Vice President und musikalischen Leiter des MTV Networks in Afrika kreiert und konzipiert. Bevor es eigene Awards für Afrika gab, wurden afrikanische Künstler beim MTV Europe Music Award ausgezeichnet. So bei den MTV Europe Music Awards 2006 und 2007, wo afrikanische Zuschauer in einem Televoting-Poll ihre Stimmen abgeben konnten.
Am 22. November 2008 wurde die erste Verleihung im Velodrome in Abuja, Nigeria abgehalten. Die Verleihung wurde am 29. November 2008 in Zusammenarbeit mit Airtel und weiteren lokalen Fernsehsendern ausgestrahlt. Moderator war Trevor Nelson. Vorausgegangen waren vier Konzerte mit Künstlern, die bei den Awards nominiert waren. Diese fanden in Johannesburg, Südafrika am 5. November, in Nairobi, Kenia am 9. November, in der Demokratischen Republik Kongo am 13. November und in Lagos, Nigeria am 15. November 2008. Der Award wurde in den Kategorien Artist of the Year, Best Alternative, Best Female, Best Group, Best Hip-Hop, Best Live Performance, Best Male, Best New Act, Best R&B und Video of the Year vergeben. Eine Besonderheit stellte der MY Video Award dar,  bei dem Zuschauer ihre eigenen Musikvideos kreieren konnten.
2009 wurde die Veranstaltung in das Moi International Sports Centre nach Nairobi, Kenia verlegt. 2010 fand die Veranstaltung in der Eko Expo Hall in Lagos an. In dem Jahr sollten die Awards mehr die Musik des ganzen Kontinents repräsentieren. An neuen Kategorien wurden die Awards für Best Anglophone, Best Lusophone und Best Francophone Artist verliehen.
Nach einer dreijährigen Pause kehrten die MTV Africa Music Awards am 7. Juni 2014 zurück. Die fünfte Veranstaltung fand am 18. Juli 2015 im ICC, Durban, KwaZulu-Natal statt. Die letzte Ausgabe fand am 22. Oktober 2016 in Johannesburg, Südafrika statt.
2017 wurden die Awards ausgesetzt. Ursprünglich sollte die Award-Show 2018 in neuem Format wiederkommen, doch bislang wurde keine weitere Veranstaltung abgehalten.

## Übersicht über die Veranstaltungen
| Jahr | Land      | Stadt        | Veranstaltung                   | Moderation                                    |
| ---- | --------- | ------------ | ------------------------------- | --------------------------------------------- |
| 2008 | Nigeria   | Abuja        | Abuja Velodrome                 | Trevor Nelson                                 |
| 2009 | Kenia     | Nairobi      | Moi International Sports Centre | Wyclef Jean                                   |
| 2010 | Nigeria   | Lagos        | Eko Expo Hall                   | Eve                                           |
| 2014 | Südafrika | Durban       | ICC Durban Arena                | Marlon Wayans                                 |
| 2015 | Südafrika | Durban       | ICC Durban Arena                | Anthony Anderson                              |
| 2016 | Südafrika | Johannesburg | Ticketpro Dome                  | Bonang Matheba, Yemi Alade und Nomzamo Mbatha |